# Rooster
Rooster – ballada rockowa, będąca czwartym singlem amerykańskiego zespołu muzycznego Alice in Chains, pochodzącym z opublikowanego we wrześniu 1992 nakładem wytwórni Columbia drugiego albumu studyjnego Dirt. Utwór został zamieszczony na szóstej pozycji, a czas jego trwania wynosi 6 minut i 15 sekund, co sprawia, że jest najdłuższą kompozycją wchodzącą w skład płyty. Autorem tekstu i kompozytorem jest Jerry Cantrell. Rozszerzone edycje singla w formatach CD, maksisingla i 12”-calowego winyla – wydane na terenie Europy i Australii – zawierały na stronach B utwory „It Ain’t Like That” (z albumu Facelift; 1990) „Dam That River” i „Sickman” (z Dirt).
„Rooster” został napisany przez gitarzystę Jerry’ego Cantrella w 1990, w trakcie trwania trasy koncertowej promującej debiutancki album studyjny Facelift. Pierwsze demonstracyjne nagranie utworu powstało w listopadzie 1991, gdy muzycy pracowali w London Bridge Studio w Seattle nad ścieżką dźwiękową do filmu Samotnicy w reżyserii Camerona Crowe’a. Kompozycja Alice in Chains, której słowa stanowią osobistą refleksję Cantrella na temat wojny wietnamskiej, zyskała uznanie w rozgłośniach radiowych; dotarła do 7. miejsca w notowaniu „Billboardu” Album Rock Tracks. „Rooster” łączy charakterystyczny dla zespołu ciężar z elementami psychodelicznymi. Wraz z „Man in the Box” i „Would?” uchodzi za najbardziej rozpoznawalny utwór w dorobku grupy, a także cieszy się uznaniem w społeczności wojskowej.
W późniejszym czasie – w różnych wersjach – trafił na wszystkie cztery kompilacje zespołu: Nothing Safe: Best of the Box (1999), Music Bank (1999), Greatest Hits (2001) oraz The Essential Alice in Chains (2006). Akustyczna aranżacja znalazła się na albumie Unplugged (1996). 5 sierpnia 2022 singel uzyskał od zrzeszenia amerykańskich wydawców muzyki Recording Industry Association of America (RIAA) certyfikat 2-krotnej platyny, za sprzedaż 2 milionów kopii. 2 maja 2024, osiągnąwszy próg sprzedaży 30 tys. egzemplarzy, otrzymał od Recorded Music NZ (RMNZ) certyfikat platyny.

## Historia nagrywania
| „Kiedy po raz pierwszy usłyszałem demo, przeszły mnie dreszcze, gdy zaczął śpiewać «ooh, ooh, ooh». To po prostu świetna piosenka – gitary wchodzą z hukiem. Chciałem, żeby brzmiały naprawdę potężnie, kiedy się pojawią.”– Dave Jerden |

„Rooster” został skomponowany przez Jerry’ego Cantrella w trakcie trasy koncertowej w 1990. W rozmowie z „Guitar School” z maja 1994 przyznawał: „Napisałem ten numer w czasach Facelift [1990], ale nic z tym tak naprawdę nie zrobiłem. Przebywałem wtedy w miejscu Chrisa Cornella, gdzie on sam popełnił wiele nagrań. Jest to tak małe pomieszczenie, że będąc tam, możesz się skoncentrować tylko na muzyce. Miałem wiele pomysłów na różne numery w tym miejscu, a «Rooster» jest jednym z nich. Zawsze byłem bardzo dumny z tego kawałka, muzycznie i tekstowo”.
Wersja demonstracyjna została zarejestrowana w London Bridge Studio w Seattle w stanie Waszyngton w listopadzie 1991, gdy zespół pracował nad materiałem na potrzeby ścieżki dźwiękowej do filmu Samotnicy (1992) w reżyserii Camerona Crowe’a. Studyjną wersję nagrano podczas sesji do albumu Dirt (1992) w One on One Recording i w Eldorado Recording Studios w Los Angeles w Kalifornii wiosną i latem 1992. Overdubbing partii gitar i śpiewu odbył się 23 czerwca. Następnego dnia zarejestrowano wokale wspierające.
W książeczce dołączonej do box setu Music Bank (1999) Cantrell przyznał, że demo różniło się od wersji albumowej, niektóre elementy nie zostały wykorzystane, ale mimo to, nie stracił on na swoim przekazie.

## Analiza

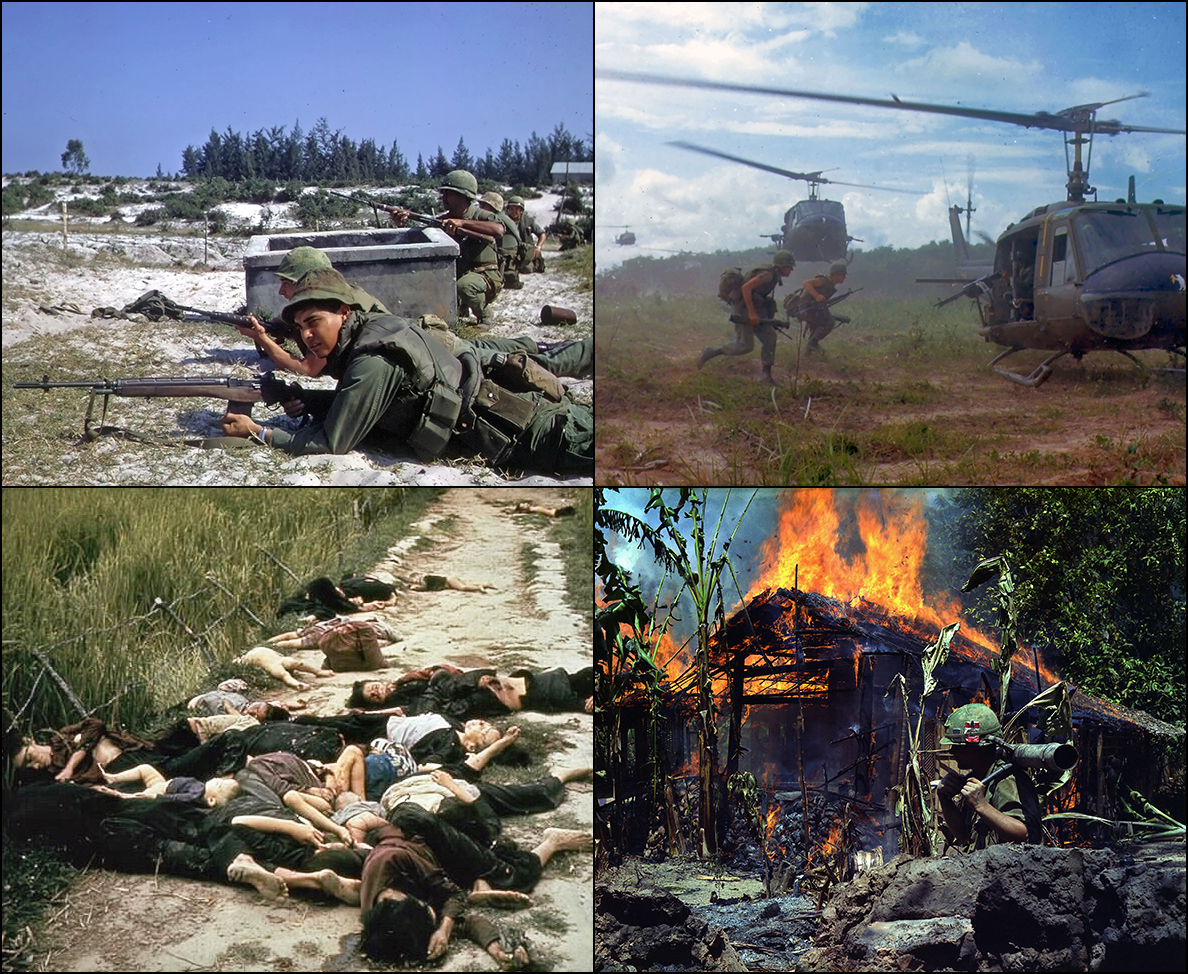
Tekst utworu nawiązuje do tematu wojny wietnamskiej

Warstwa liryczna, mająca osobisty charakter, odnosi się do tematu wojny wietnamskiej. Cantrell wspominał, że nie usiadł z konkretnym zamiarem napisania utworu. „Po prostu tak wyszło. Ale to jest świetne w muzyce – czasami można sięgnąć o wiele głębiej niż w rozmowie z kimkolwiek […] Wydawało mi się to wielkim osiągnięciem dla mnie jako młodego tekściarza” – stwierdził. Odnosząc się do tematyki, przyznawał, że historię z czasów wojny jego ojciec, który, jak zaznaczał, nie chciał mówić o tym okresie swego życia, po raz pierwszy opowiedział w 45-minutowym wywiadzie przeprowadzonym przez Marka Pellingtona. Cantrell był zdumiony tym co usłyszał i wyznał, że jego ojciec był spokojny w trakcie rozmowy, a w pewnym momencie wzruszył się. Dla gitarzysty było to „piękne, a zarazem dziwne i smutne doświadczenie”. Dodał, iż ma nadzieję, że nikt już nie będzie musiał przez nie przechodzić.
W wywiadzie dla magazynu „Guitar” odniósł się do interpretacji słów, będących jego osobistą próbą pojednania relacji między nim a ojcem, o którym dużo myślał, i o tym, przez co w latach wojny musiał przejść:

Tak, to naprawdę o moim ojcu. Był dwukrotnie w Wietnamie. Ja naprawdę wzruszam się za każdym razem gdy to słyszę, bo nie spędzałem dużo czasu w swoim późniejszym okresie życia z tatą, nie widywałem go zbyt często. I jest mu to naprawdę ciężko zrozumieć po powrocie. Ta wojna naprawdę go zmieniła, miała bezpośredni wpływ na naszą rodzinę. Tata miał problem z alkoholem, kiedy wrócił, i w tym okresie moi rodzice się rozwiedli. Ciężko mi się czasem z nim rozmawia, ponieważ jesteśmy do siebie bardzo podobni. Obydwaj jesteśmy skryci, małomówni, zamknięci w sobie.

Po latach wyznał, że „to nas zbliżyło. Na dłuższą metę było to dobre zarówno dla mnie, jak i dla niego”.
Tytuł wziął się od pseudonimu „Kogut” (ang. „Rooster”), jakiego używał ojciec Cantrella podczas wojny wietnamskiej. Był on też nazwą karabinów maszynowych M60, ponieważ ich płomień wylotowy wyglądał jak ogon koguta. Na swoich mundurach wojskowi 101 Dywizji Powietrznodesantowej, w której służył ojciec Cantrella, mieli wizerunek bielika amerykańskiego, natomiast na terytorium Wietnamu nie występuje ten gatunek ptaków, więc miejscowa ludność na widok białego orła na mundurach, nazywała wojskowych chicken men (pol. „koguci żołnierze”) lub roosters (pol. „koguty”).
„Rooster” jest skomponowany w niskim strojeniu E, obniżonym o pół tonu w dół, według Eb-Ab-Db-F-Bb-Eb. Cantrell nieznacznie stopniowo utrzymuje gitarowy rytm w akustycznym stylu, przypominający praktykę zespołu Steppenwolf z lat 60. Gitara rytmiczna pozwala basowej dostarczyć cały nacisk aż do mostku, kiedy to Cantrell, przechodząc do dalszej części utworu, wykonuje efekt zatrzaskiwania. W trakcie wykonywania partii wokalnej Layne’a Staleya, obniża stopień skali chromatycznej, przypominając tym samym styl Tony’ego Iommiego. Ned Raggett z AllMusic podkreślał harmonię wokalną Staleya i Cantrella oraz „nucący” śpiew prowadzący drugiego z nich. Zwrócił uwagę, że kompozycja charakteryzuje się „sennymi wersami i rosnącymi, wybuchowymi refrenami, w których dobrze słyszalny jest efekt wah-wah podczas solowej gry na gitarze i psychodeliczne momenty”.

## Teledysk

### Przygotowania

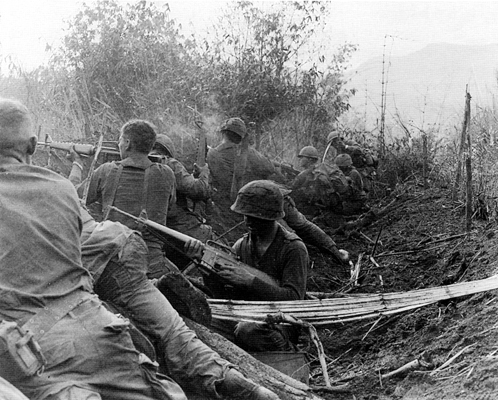
101 Dywizja Powietrznodesantowa w której służył ojciec Cantrella

Po pozytywnym odbiorze teledysku „Jeremy” Pearl Jamu, pod koniec 1992 członkowie Alice in Chains zwrócili się do przedstawiciela Marka Pellingtona z pytaniem, czy byłby on zainteresowany współpracą przy wideoklipie do utworu „Rooster”. Filmowiec w owym czasie zajmował się realizacją dokumentu, opowiadającego historię walki jego ojca z chorobą Alzheimera. „W tamtym czasie temat relacji ojciec–syn był mi bardzo bliski […] Usłyszałem ten utwór i stwierdziłem, że jest on bardzo filmowy. To klasyczna konstrukcja trzech aktów: wprowadzenie, wstajesz, upadasz, podnosisz się, dochodzisz do punku kulminacyjnego i wracasz. Lubię piosenki w tym stylu, a ja miałem jeszcze zrobić film w tym czasie, więc byłem bardzo ambitnie nastawiony, aby to opowiedzieć” – wspominał Pellington.
Reżyser w wywiadzie dla książki Wszyscy kochają nasze miasto. Historia grunge’u z pierwszej ręki (2019) wspomniał: „Teledysk do utworu «Rooster» jest świetny. Usłyszałem tę piosenkę i pomyślałem sobie wow, to jest naprawdę kapitalne jeżeli chodzi o rytm i energię i jest bardzo filmowe. Gdy Jerry ją pisał, przechodził przez etap godzenia się ze swoim ojcem. Rozmawiając z nim, zaproponowałem mu, żebyśmy pojechali do Oklahomy nagrać ten klip, a żeby był jak najbardziej osobisty, to zaprosić jego tatę do wystąpienia w nim”.
Przez dwa dni pobytu w mieście, Pellington robił zdjęcia i przeprowadzał wywiady z Cantrellem i jego ojcem. Reżyser – który w owym czasie nie miał jeszcze na swym koncie żadnego filmu fabularnego – przyznał, że jego głównym założeniem była realizacja wideoklipu utrzymanego w konwencji filmowej, na którą składać się miały trzy kluczowe elementy – przednia i tylna projekcja, odtwarzanie kolorów wywołujących halucynogenne reakcje, zapas scen walk w Wietnamie oraz czarno-białe, współczesne ujęcia przedstawiające ojca Cantrella, mieszkającego w Oklahomie. Sukces teledysku „Jeremy” sprawił, że reżyser otrzymał od przedstawicieli wytwórni Columbia wolną rękę w działaniu. Staley początkowo chciał wystąpić w kapeluszu kowbojskim, lecz Pellington, uważając, że nie będzie to pasowało do poważnej tematyki, zasugerował mu okulary przeciwsłoneczne, twierdząc, że wygląda w nich „złowieszczo”.
W wywiadzie dla brytyjskiego magazynu „SKY”, Staley przyznał: „Teledysk jest po prostu niesamowity, prawdziwy szarpacz łez. Serce podchodzi ci do gardła. Tata Jerry’ego nigdy nie rozmawiał o tych sprawach, a po raz pierwszy robi to przed kamerą i zostaje zauważony przez całą Amerykę”.

### Produkcja i realizacja
Okres zdjęciowy trwał od trzech do czterech dni. Budżet przeznaczony na nakręcenie teledysku wyniósł 250 tys. dolarów. Pellington współpracował na planie z montażystą Hankiem Corwinem, który brał udział w pracach nad filmem JFK (1991, reż. Oliver Stone) i operatorem Johnem Schwartzmanem. Konsultantem w szkoleniu oraz scenach walk był doradca wojskowy ds. technicznych Dale Dye, który pełnił tę rolę również podczas realizacji filmu wojennego Pluton (1986) w reżyserii Stone’a. Sceny batalistyczne były realizowane w styczniu 1993 na terenie lasu państwowego Angeles National Forest (ANF) – będącego pod zarządem United States Forest Service (USFS). W tytułową postać kierownika zespołu wcielił się James Elliott, który specjalnie na potrzeby teledysku musiał nauczyć się obsługi broni lewą ręką (Elliott jest praworęczny i aby móc wiernie odwzorować postać ojca Cantrella, który był leworęczny, nauczył się obsługi broni i noża lewą ręką). Broń i umundurowanie noszone przez aktorów w teledysku jest autentyczne.
Teledysk ukazuje oblicze wojny wietnamskiej oraz niekiedy bardzo realistyczne i brutalne sceny walki. W wideoklipie gościnnie pojawia się również ojciec gitarzysty, który był tytułowym „kogutem” i służył na wojnie. Sceny z nim były realizowane w ówczesnej niewielkiej posiadłości wujka Cantrella, pełniącej funkcję rodzinnego rancza gitarzysty. Materiały przedstawiające ojca muzyka, ukazane są w kolorystyce czarno-białej. Inne ujęcia to scena polowania w lesie i wspomnienia wydarzeń wojennych starszego mężczyzny na początku teledysku. Pozostali aktorzy którzy pojawili się na planie to Casey Pieretti (kaskader) i Jon Gries. Szczególnie rozpoznawalną i dość brutalną sceną teledysku jest moment, kiedy bohater grany przez Pierettiego wchodzi na minę, która następnie urywa mu nogę. Z kolei postać kreowana przez Griesa zostaje postrzelona w klatkę piersiową w trakcie intensywnej walki z wojskami Północnego Wietnamu, i umiera w ramionach tytułowego „koguta” odtwarzanego przez Elliotta. Jest to jedna z ostatnich scen teledysku.

### Kontrowersje
Początkowo stacja MTV nie chciała emitować wideoklipu, ze względu na zbyt dużą ilość brutalnych scen. Wydarzenie to wywołało negatywną reakcję u Cantrella, który uważał, że teledysk w sposób realistyczny przedstawia prawdę i okrucieństwo wojny. Ostatecznie wideoklip nigdy nie został wyemitowany w całości przez MTV, lecz w skróconej wersji (ok. 7 minut).
Pełna wersja wideoklipu, poszerzona o kilka dodatkowych grafik, dostępna jest na albumie kompilacyjnym Music Bank: The Videos (1999).

## Wydanie

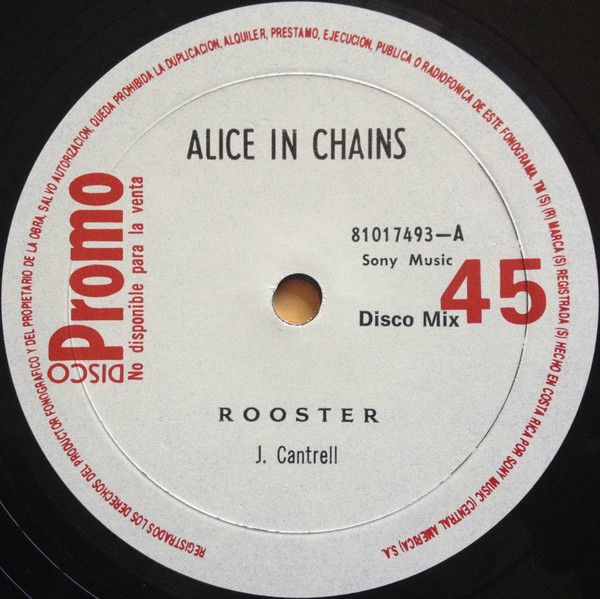
12-calowy winyl z singlem „Rooster”

„Rooster” został opublikowany przez wytwórnię Columbia 22 lutego 1993 w formacie CD (nr kat. CSK 4946), jako czwarty singel promujący album studyjny Dirt (1992) W Europie ukazał się on w dwóch wersjach – rozszerzonej o nr kat. COL 659057 2 (w formatach CD i maksisingla), w skład której weszły kompozycje „Sickman” (z albumu Dirt) i „It Ain’t Like That” (z Facelift; 1990), oraz standardowej o nr kat. SAMPCD 1813 (w formacie CD), zawierającej studyjną i radiową wersję, skróconą do 4 minut i 18 sekund. W australijskim wydaniu singla – nr kat. 659178 1 – na stronie B zamieszczono utwór „Dam That River” (z albumu Dirt). Na Kostaryce „Rooster” został opublikowany nakładem Sony Music w formacie  12”-calowego winyla o nr kat. 81017493 i zawierającego jedynie tytułową kompozycję.
W późniejszym czasie „Rooster” ukazał się na wszystkich czterech kompilacjach zespołu: w wersji koncertowej na Nothing Safe: Best of the Box (1999), w wersji demo na Music Bank (1999), Greatest Hits (2001) i na The Essential Alice in Chains (2006) w wersji studyjnej. Koncertowe wykonanie, zarejestrowane 24 października 1993 w Club Quattro w Nagoi, zostało zamieszczone na albumie Live (2000). Inne koncertowe zapisy ukazały się na Unplugged (1996), gdzie zamieszczono akustyczną aranżację utworu, oraz na stronie B rozszerzonej edycji singla „Heaven Beside You” (1996), wydanego w Europie i w Wielkiej Brytanii (nr kat. 662893 2).

## Odbiór

### Krytyczny
| „Piosenka taka jak «Rooster» Alice in Chains wydaje się dość prosta, ale została napisana tak, jakby była poezją elżbietańską.”– Kyle Anderson |

Ned Raggett z AllMusic napisał, że „utwór zachowuje zarówno wielkość, jak i czułość w grze oraz posiada kwestię niespodziewanego tematu”. Wyróżnił także styl śpiewania Staleya, który – jego zdaniem – „doskonale oddaje uczucie człowieka złapanego w przerażającą pułapkę podczas walk”. Podkreślił również umiejętność gry Cantrella, zachowującą kontrast między ciężarem, jak i nieco bardziej psychodelicznymi momentami. Ric Albano pisał z „Classic Rocka” pisał: „«Rooster» jest najbardziej czystym, alternatywnym, i być może najcięższym utworem na płycie. Jest powolny, nastrojowy, z głęboko nasyconym chórem oraz partiami gitar, które w kolejnej fazie zyskują na ciężarze i zniekształceniu”. Autor zwrócił uwagę, że warstwa liryczna maluje „mistrzowski obraz ojca Cantrella i jego doświadczenie z Wietnamu. Zdobyty w dzieciństwie pseudonim okazał się wspólnym punktem odniesienia dla mężczyzn niosących karabin maszynowy M60. Doskonale ukazane oniryczne wersy i postępujące, wybuchowe refreny, w sposób mistrzowski oddają zryw w walce, zwłaszcza w pierwszej osobie doświadczonej w Wietnamie”.

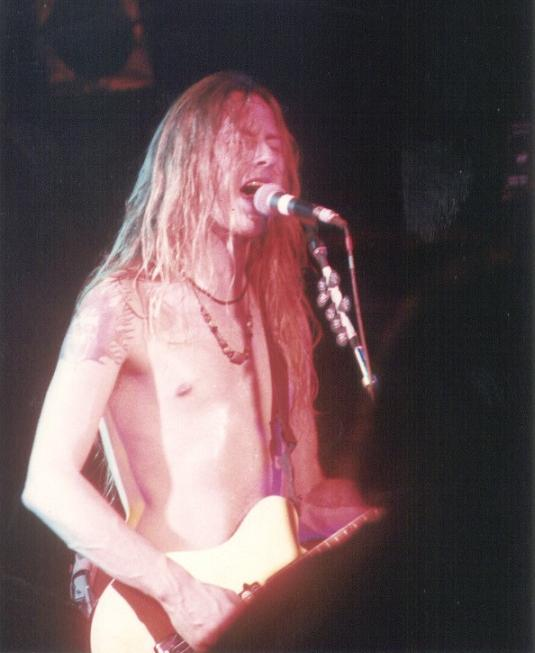
„Rooster” autorstwa Cantrella (na zdj. w 1992), dotyczył jego ojca i był próbą pojednania między nimi

Chad Childers z Loudwire określił utwór mianem „jednego z najlepszych w dorobku grupy, ze względu na potężną opowieść”. Wyróżnił przy tym partie wokalne Staleya, opisując je jako „mieszankę melancholii i wybuchu agresji”. Michael Christopher z PopMatters napisał: „Pomimo balladowych tendencji, «Rooster» przypomina klasyczny styl Alice in Chains pod względem ciężkości i doskonale komponuje się z całym materiałem zawartym na albumie”. Autor zwrócił uwagę, że utwór jest swego rodzaju odskocznią od „przygnębiającej i depresyjnej” tematyki uzależnienia narkotykowego. Greg Prato przyznał na łamach „Rolling Stone’a”: „Ludności cywilnej ciężko jest pojąć przerażające wydarzenia, których doświadczają żołnierze w czasie wojny. I «Rooster» Alice in Chains, poniekąd rozwiązuje ten temat”. Greg Kot, w książce Rolling Stone Album Guide (2004), napisał: „«Rooster» jest opowieścią o weteranie wojny, maluje inny, równie pasjonujący portret przeciwko przetrwaniu szans”.

### Komercyjny
13 marca 1993 singel zadebiutował na 29. miejscu w notowaniu Album Rock Tracks – opracowywanym przez magazyn „Billboard”. 24 kwietnia, po siedmiu tygodniach obecności na liście, uplasował się na 7. lokacie, co było najwyższą pozycją, jaką kompozycja Alice in Chains osiągnęła ówcześnie na wspomnianej liście przebojów. 1 maja utwór zanotował spadek o dwa miejsca w dół, jednak tydzień później powrócił na 7. lokatę, utrzymując się na niej do 15 maja. Łącznie singel Alice in Chains był notowany przez dwadzieścia tygodni. 18 lipca uplasował się na 17. miejscu na liście Australia Alternative Top 20 Chart. W notowaniu obejmującym okres od 24 do 30 września 2021, „Rooster” zajął 35. lokatę w węgierskim notowaniu Single (track) Top 40 lista.
W 2001 utwór znalazł się w gronie stu pięćdziesięciu kompozycji zakazanych przez sieć radiową Clear Channel Communications z siedzibą w Teksasie, która w swojej notatce sugerowała, że niektóre piosenki były „nieodpowiednie” do nadawania na antenie w 1170 stacjach radiowych po atakach z 11 września 2001.
5 sierpnia 2022 singel, w wersji cyfrowej, otrzymał od zrzeszenia amerykańskich wydawców muzyki Recording Industry Association of America (RIAA) certyfikat 2-krotnej platyny, za sprzedaż 2 milionów egzemplarzy. 2 maja 2024 nowozelandzkie stowarzyszenie Recorded Music NZ (RMNZ) przyznało singlowi certyfikat platyny, za przekroczenie nakładu sprzedaży 30 tys. kopii.
Obok „Man in the Box” i „Would?”, uchodzi za najbardziej rozpoznawalną kompozycję w dorobku grupy, a także cieszy się dużym uznaniem w społeczności wojskowej.

### Wykorzystanie utworu
W 2009 utwór trafił na ścieżkę dźwiękową do filmu akcji/science fiction Terminator: Ocalenie (reż. Joseph McGinty Nichol) z Christianem Balem w roli głównej. W 2011 został wykorzystany jako zwiastun i zamieszczony na ścieżce dźwiękowej do komputerowej gry akcji Spec Ops: The Line (2012). 23 maja 2011 udostępniono go  jako zawartość do pobrania (ang. downloadable content, DLC) w grze muzycznej Rock Band 3. W 2012 został użyty w komedii 40 lat minęło (reż. Judd Apatow). W 2025 „Rooster” pojawił się w pierwszym zwiastunie horroru Black Phone 2 (2025, reż. Scott Derrickson).
Zawodnik MMA Tim Kennedy często wykorzystywał utwór gdy wychodził na ring podczas Ultimate Fighting Championship (UFC). Także Carlos Rodón, miotacz New York Yankees, i Zack Wheeler, miotacz drużyny Philadelphia Phillies, używali go jako muzyki wejściowej podczas meczów domowych.

### Zestawienia
W 1993 „Rooster” został sklasyfikowany na 80. pozycji zestawienia „100 najlepszych utworów 1993 roku”, przygotowanym przez australijską rozgłośnię radiową Triple J. W tym samym roku amerykański magazyn „Spin” wyróżnił kompozycję, zestawiając ją na 37. miejscu w rankingu „100 najlepszych utworów naszych czasów”. W 2017 brytyjski „Metal Hammer” zamieścił utwór Alice in Chains na 12. lokacie w opublikowanej przez siebie liście „100 najlepszych metalowych utworów lat 90.”
| Rok  | Tytuł                                        | Publikacja     | Pozycja | Źródło |
| ---- | -------------------------------------------- | -------------- | ------- | ------ |
| 1993 | „100 najlepszych utworów 1993 roku”          | Triple J       | 80      | [ 72 ] |
| 1993 | „100 najlepszych utworów naszych czasów”     | „Spin”         | 37      | [ 73 ] |
| 1993 | „najlepszy teledysk”                         | „Spin”         | 5       | [ 73 ] |
| 2017 | „100 najlepszych metalowych utworów lat 90.” | „Metal Hammer” | 12      | [ 74 ] |

## Utwór na koncertach

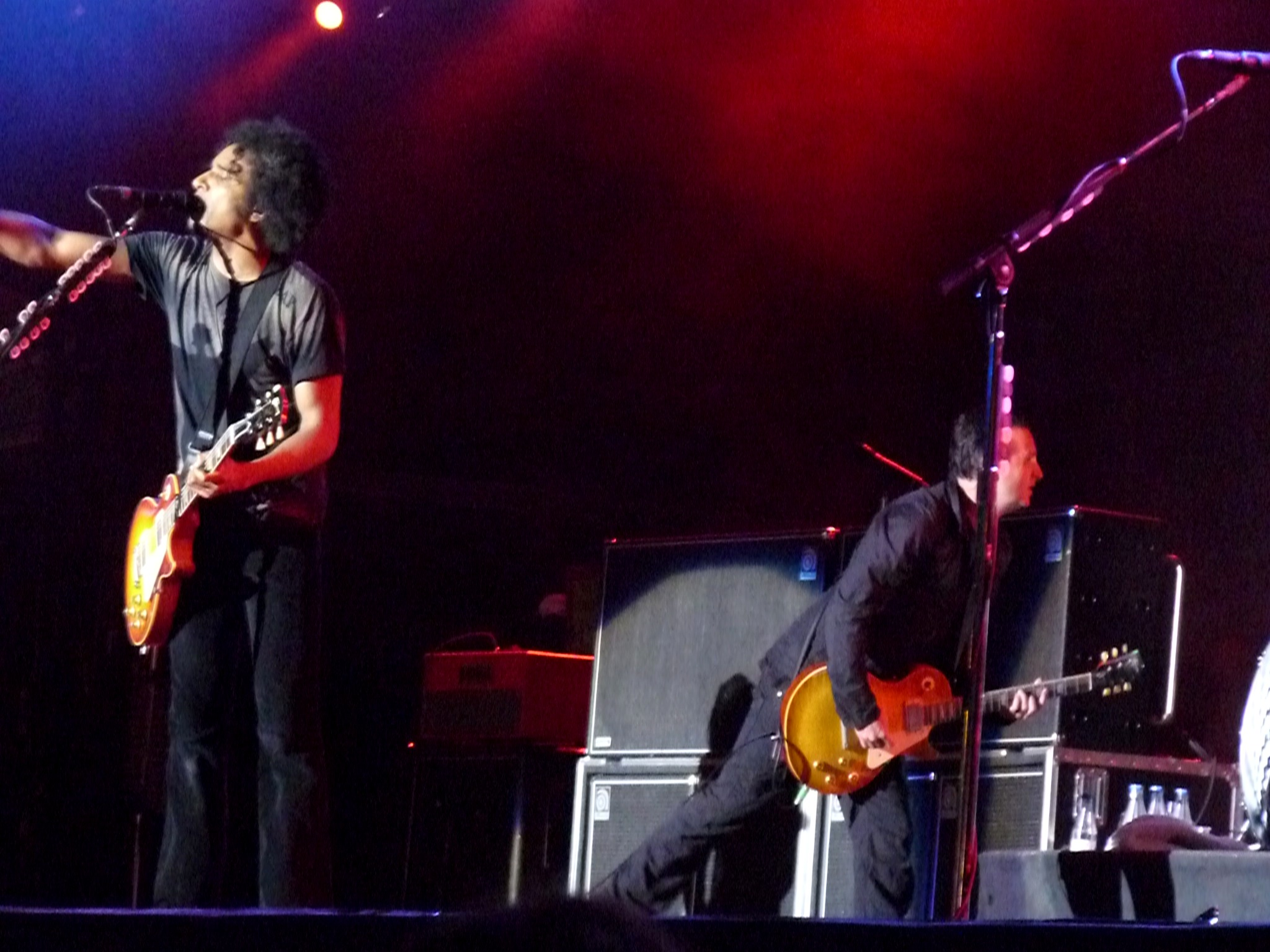
Alice in Chains w trakcie wykonywania „Rooster” z udziałem Mike’a McCready’ego, 9 lipca 2010

„Rooster” zadebiutował na żywo 1 lutego 1991 w Off Ramp Café w Seattle w ramach Facelift Tour. 3 marca został wykonany przez zespół podczas gali rozdania Northwest Area Music Award (NAMA) w Moore Theatre w Seattle. Był prezentowany też w ramach przedpremierowej mini trasy Shitty Cities Tour w 1992, poprzedzającej tournée promujące Dirt (1992–1993). Regularnie pojawiał się w setlistach Alice in Chains podczas występów zespołu w latach 90., często przy udziale zaproszonych gości, m.in. Maynarda Jamesa Keenana w trakcie trasy festiwalu Lollapalooza latem 1993. Podczas jednego z występów w ramach wspomnianego festiwalu, w trakcie wykonywania utworu przez Alice in Chains, na scenę wszedł przebrany w strój kurczaka wokalista Primus, Les Claypool i zaczął tańczyć. Cantrell – w ramach żartu – rzucił w niego butelką z wodą, zmuszając go tym samym do opuszczenia sceny. Zapis tego wydarzenia trafił na koncertowe DVD Primus Animals Should Not Try to Act Like People (2003). 10 kwietnia 1996 muzycy zagrali „Rooster” w akustycznej aranżacji podczas specjalnego koncertu odbywającego się w ramach cyklu MTV Unplugged, który zarejestrowano w nowojorskim Majestic Theatre. Zapis widowiska znalazł się na płycie Unplugged (1996).
Podczas reaktywacyjnego koncertu Alice in Chains, który odbył się 18 lutego 2005 w Premier Nightclub w Seattle, na zakończenie występu zespół wykonał „Rooster” przy gościnnym udziale Ann Wilson, Maynarda Jamesa Keenana, Patricka Lachmana i Wesa Scantlina. „Seattle Post-Intelligencer” określił wspólny występ mianem „niezwykłej wydajności na miarę «We Are the World»”.
10 marca 2006, w ramach organizowanego przez kanał muzyczny VH1 Classic koncertu Decades Rock Live!, zespół zaprezentował utwór z Williamem DuVallem, który został jego nowym wokalistą. W początkowym założeniu miała mu towarzyszyć Ann Wilson, lecz zdecydowała się ona na oddanie miejsca DuVallowi. 9 lipca 2010 – podczas występu na festiwalu Bilbao BBK Live – utwór został wykonany w duecie z gitarzystą Pearl Jamu, Mikiem McCreadym. 29 sierpnia 2018, podczas koncertu Alice in Chains w Hollywood Palladium w ramach Rainier Fog Tour, w utworze na gitarze gościnnie zagrał Robby Krieger, współzałożyciel The Doors.

## Lista utworów na singlu
singel CD (CSK 4946):
| Nr | Tytuł utworu | Autorzy        | Długość |
| -- | ------------ | -------------- | ------- |
| 1. | „Rooster”    | Jerry Cantrell | 6:15    |

singel CD (SAMPCD 1813):
| Nr | Tytuł utworu               | Autorzy  | Długość |
| -- | -------------------------- | -------- | ------- |
| 1. | „Rooster” (wersja radiowa) | Cantrell | 4:18    |
| 2. | „Rooster”                  | Cantrell | 6:15    |
|    |                            |          | 10:33   |

singel CD (COL 659057 2):
| Nr | Tytuł utworu         | Autorzy                             | Długość |
| -- | -------------------- | ----------------------------------- | ------- |
| 1. | „Rooster”            | Cantrell                            | 6:15    |
| 2. | „Sickman”            | Layne Staley • Cantrell             | 5:31    |
| 3. | „It Ain’t Like That” | Cantrell • Mike Starr • Sean Kinney | 4:37    |
|    |                      |                                     | 16:23   |

singel CD (659178 1):
| Nr | Tytuł utworu     | Autorzy  | Długość |
| -- | ---------------- | -------- | ------- |
| 1. | „Rooster”        | Cantrell | 6:15    |
| 2. | „Dam That River” | Cantrell | 3:09    |
|    |                  |          | 9:24    |

winyl 12” (81017493):
| Nr | Tytuł utworu | Autorzy  | Długość |
| -- | ------------ | -------- | ------- |
| 1. | „Rooster”    | Cantrell | 6:15    |

## Personel
Opracowano na podstawie materiału źródłowego:
|  | Alice in Chains - Layne Staley – śpiew - Jerry Cantrell – śpiew, gitara rytmiczna, gitara prowadząca, wokal wspierający - Mike Starr – gitara basowa - Sean Kinney – perkusja | Produkcja - Producent muzyczny: Dave Jerden - Inżynier dźwięku: Bryan Carlstrom - Miksowanie: Dave Jerden w Eldorado Recording Studios, Los Angeles, asystent: Annette Cisneros - Mastering: Steve Hall i Eddy Schreyer w Future Disc, Hollywood |

## Notowania i certyfikaty
| Lista (1993)                                   | Pozycja |
| ---------------------------------------------- | ------- |
| Australia Alternative Top 20 Chart (Australia) | 17      |
| Australia Bubbling Down Under (Australia)      | 121     |
| Album Rock Tracks (Stany Zjednoczone)          | 7       |
| Lista (2021)                                   | Pozycja |
| Single (track) Top 40 lista (Węgry)            | 35      |

| Państwo                  | Certyfikat         | Sprzedaż   |
| ------------------------ | ------------------ | ---------- |
| Nowa Zelandia (RIANZ)    | platynowa płyta    | 30 000+    |
| Stany Zjednoczone (RIAA) | 2× platynowa płyta | 2 000 000+ |

## Interpretacje
- Zespół Three Days Grace na albumie koncertowym Live at The Palace (2008)[89].
- Ann Wilson wykonała własną interpretację utworu podczas internetowej ceremonii uhonorowania Alice in Chains przez Museum of Pop Culture (MoPOP) nagrodą Founders Award w 2020[90].